# Santo Hipólito
Santo Hipólito este un oraș în Minas Gerais (MG), Brazilia.